# Aedes cinereus
Aedes cinereus là một loài muỗi trong chi Aedes, họ Culicidae.